# Heimioporus betula
Heimioporus betula är en svampart som först beskrevs av Ludwig David von Schweinitz, och fick sitt nu gällande namn av E. Horak 2004. Heimioporus betula ingår i släktet Heimioporus och familjen Boletaceae.   Inga underarter finns listade i Catalogue of Life.

## Källor

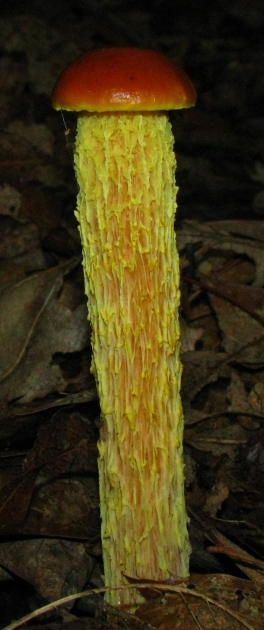
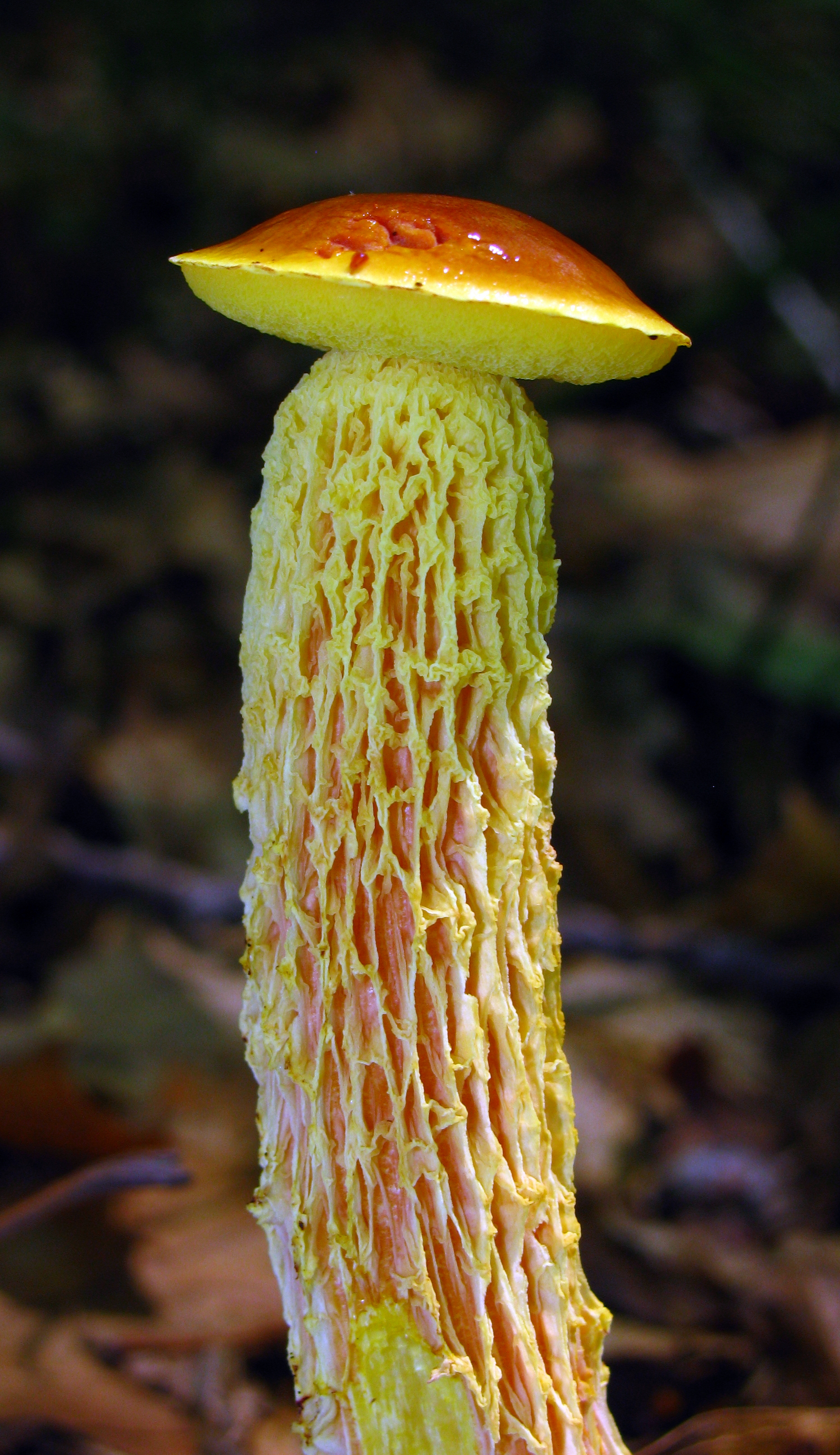